# زندگی عجیب و غریب بارون فریدریش فون در ترنک
زندگی عجیب و غریب بارون فریدریش فون در ترنک (آلمانی: Die merkwürdige Lebensgeschichte des Friedrich Freiherrn von der Trenck) یک مینی‌سریال ۶ قسمتی آلمانی است که در سال ۱۹۷۲ میلادی ساخته و در سال ۱۹۷۳ میلادی پخش شد.

## بازیگران
- ماتیاس هابیش در نقش «فریدریش فون در ترنک»
- رولف بکر در نقش «فریدریش دوم»
- نیکولتا ماکیاولی در نقش «آمالی» (خواهر فریدریش دوم)
- اسکای دو مون در نقش «ستوان فون پریت‌ویتز»
- هاری هارت در نقش «ژنرال فون وینترزبرگ»
- هاینتس وایس در نقش «هرتسوگ فون وُرتم‌برگ»
- برت فورتل در نقش «فون آبرامسون»
- ویلفرید کلاوس در نقش «ستوان رودر»
- کارل-هاینتس فون هاسل در نقش «هاوپتمان کالینوفسکی»
- آلف مارهولم در نقش «زنرال فون بورک»
- میشائیل هینتس در نقش «ستوان یکم نیکولای»
- فولکر کرفت در نقش «شمتائو»